# Agugliaro
Agugliaro är en ort och kommun i provinsen Vicenza i regionen Veneto i Italien. Kommunen hade 1 408 invånare (2018).